# DADDY! DADDY! DO! feat. 鈴木愛理
《DADDY! DADDY! DO! feat. 鈴木愛理》是日本歌手鈴木雅之的第40張單曲，於2020年4月15日由日本史詩唱片發售；亦收錄在同日發售的出道40周年紀念專輯《ALL TIME ROCK 'N' ROLL》中。《DADDY! DADDY! DO!》由鈴木雅之主唱，鈴木愛理客串伴唱，為電視動畫《輝夜姬想讓人告白～天才們的戀愛頭腦戰～》第二季的主題曲。

## 概要
《DADDY! DADDY! DO! feat. 鈴木愛理》是出道40年的鈴木雅之發行的第40張單曲，不設B面曲。本單曲只發行期間生產限定動畫盤，唱片封面為《輝夜姬想讓人告白～天才們的戀愛頭腦戰～》的五名主角（四宮輝夜、白銀御行、藤原千花、石上優、伊井野御子）；因為2020年是子年，而且適逢鈴木雅之出道時所屬的美聲組合Rats & Star出道40周年，所以採用老鼠裝扮設計。
電視動畫《輝夜姬想讓人告白～天才們的戀愛頭腦戰～》第二季於2020年4月起播放，其第一季主題曲為鈴木雅之主唱、伊原六花伴唱的《Love Dramatic》。《DADDY! DADDY! DO!》為該動畫第二季的主題曲，為鈴木雅之第二次主唱動畫歌曲。跟《Love Dramatic》一樣，作詞作曲由日本音樂團體生物股長團長水野良樹負責，由本間昭光監製；客串伴唱這次則由℃-ute前成員鈴木愛理擔任。鈴木雅之在發售感言中自稱為「動畫歌曲界的大型新人」，並透露鈴木愛理是監製本間昭光推薦的人選。
NHK音樂節目《SONGS》於同年4月18日播映的第531集以鈴木雅之出道40周年為主題。鈴木雅之在該節目演唱了自己多年來的多首歌曲，其中包括《DADDY! DADDY! DO!》。鈴木愛理亦是該集節目的嘉賓。
鈴木雅之和鈴木愛理將於同年8月舉辦的Animelo Summer Live上演出。

## 反應
鈴木雅之再次為《輝夜姬想讓人告白～天才們的戀愛頭腦戰～》獻唱主題曲的消息於同年4月5日公布後，（#動畫歌曲界的大型新人）、和（#輝夜大小姐）一度在社交網絡上成為話題。
本單曲發售首周銷量約1,357張，於Oricon公信榜單曲周榜排第15名。
《DADDY! DADDY! DO!》的音樂影片（MV）在同年4月13日於YouTube公開。公開約兩日後，觀看次數突破100萬。現該MV在YouTube的觀看次數逾3090萬。

## 收錄曲目
| 曲序 | 曲目                                                |
| ---- | --------------------------------------------------- |
| 1.   | DADDY! DADDY! DO! feat. 鈴木愛理                    |
| 2.   | DADDY! DADDY! DO! feat. 鈴木愛理（TV Size Version） |
| 3.   | DADDY! DADDY! DO! feat. 鈴木愛理（Karaoke）         |
| 4.   | DADDY! DADDY! DO! feat. 鈴木愛理（Instrumental）    |

## 外部連結
SonyMusic
- 《DADDY! DADDY! DO! feat. 鈴木愛理》（期間生產限定動畫盤） （页面存档备份，存于）（日語）

YouTube
- 音樂短片 （页面存档备份，存于）（日語）
- 音樂短片（中文字幕） （页面存档备份，存于）（繁體中文）
- 音樂短片（鈴木愛理舞蹈版） （页面存档备份，存于）（日語）
- 《輝夜姬想讓人告白～天才們的戀愛頭腦戰～》動畫片頭 （页面存档备份，存于）（日語）（設有地區限制）
- 現場演唱版 （页面存档备份，存于） - THE FIRST TAKE（日語）